# Damaracheta
Damaracheta is een geslacht van rechtvleugeligen uit de familie krekels (Gryllidae). De wetenschappelijke naam van dit geslacht is voor het eerst geldig gepubliceerd in 1987 door Otte.

## Soorten
Het geslacht Damaracheta omvat de volgende soorten:
- Damaracheta capensis Otte, 1987
- Damaracheta kasungu Otte, 1987
- Damaracheta kriegbaumi Otte & Hennig, 1998
- Damaracheta mlozi Otte, 1987
- Damaracheta schultzei Karny, 1910
- Damaracheta zomba Otte, 1987